# Communauté de San Patrignano
La communauté de San Patrignano (Comunità di San Patrignano) est une communauté de réhabilitation thérapeutique des toxicomanes en Italie. Elle a été fondée en 1978 par Vincenzo Muccioli, d'après le nom de la rue de la localité de Coriano dans la province de Rimini où elle est située.

## Histoire
Au milieu des années 1970, Vincenzo Muccioli s'est installé dans une petite ferme de la ville de Coriano et prend en charge sur la demande des parents, d'une fille ayant des problèmes de toxicomanie. Pendant cette période, le fléau de l héroïne devient une nouvelle urgence sociale et en peu de temps, d'autres volontaires et des jeunes ayant besoin d'aide arrivent au domaine. Ainsi devant ce besoin le 30 octobre 1979 est fondée la communauté de San Patrignano, dont la raison est d'apporter une assistance gratuite aux toxicomanes et aux marginaux.
La communauté se  développe, elle compte 500 membres en 1984 et 800 en 1986, gagnant ainsi en visibilité en Italie et à l'étranger. La communauté est reconnue comme une institution de formation professionnelle par la région Émilie-Romagne. L'engagement de la communauté dans la lutte contre la toxicomanie face à l'extension du problème fait que Vincenzo Muccioli, Don Mario Picchi, Don Oreste Benzi et d'autres dirigeants de la communauté fondent le « Muvlad », (mouvement des Volontaires Unis contre la Drogue), qui s'occupe de la rédaction d'une loi de soutien aux toxicomanes, collaborant ainsi à la rédaction de la loi Jervolino-Vassalli, promulguée en 1990.
La communauté, structurée, s'étend sur 220 hectares. Elle compte trois coopératives qui travaillent pour cinquante-six secteurs comme l'agriculture, l'artisanat ou la petite industrie. Ces activités, s'ajoutant aux donations publiques et privées permettent à la communauté de se financer.
En 1991, San Patrignano est reconnue comme fondation et organisation à but non lucratif par l'État italien, à la suite de l'acte par lequel Vincenzo Muccioli et sa famille font  don de tous leurs biens immobiliers à la communauté. En 1994, il y a environ 1 400 membres dans la Communauté. Un centre médical, construit pour lutter contre l'épidémie de sida est inauguré. 
En 1995, à la suite du décès de Vincenzo Muccioli, la gestion est confiée à son fils aîné Andrea et la communauté s'ouvre au monde extérieur.
En août 2011, la gestion confiée à Andrea Muccioli s'achève et est depuis assurée par comité de garants. Le bilan de 2017 fait état de 27 545 000 euros de dépenses et  de 27 375 000 euros de recettes dont un quart est issu de dons. Au cours de la même année, la communauté a accueilli 1 542 membres. 
En 2018, la communauté a fêté les 40 ans d'existence.

## Reconnaissance
La communauté a reçu des hommages et des visites de personnalités, dont deux présidents de la République. En 2000, Carlo Azeglio Ciampi et en 2018, Sergio Mattarella à l'occasion du 40e anniversaire de la fondation de la communauté. 2013, a vu la visite du secrétaire des Nations unies Ban Ki-Moon.

## Controverses
En octobre 1980, une perquisition des carabiniers dans l'établissement a permis de retrouver certains des invités enchaînés et enfermés dans un chenil. Vincenzo Muccioli a été arrêté et un procès pour mauvais traitements et séquestration (le « procès des chaînes  ») s'est ouvert. Le procès s'est terminé en première instance par une peine de 18 mois d'emprisonnement, tandis qu'en appel, Muccioli est acquitté, mais la sentence a été confirmée en 1990 par la Cour suprême.
Le 7 mai 1989, la dépouille d'un garçon appartenant à la communauté, Roberto Maranzano, a été retrouvé à Terzigno. Deux ans plus tard, à la suite des aveux d'un témoin qui avait assisté à la mort du garçon, il est apparu que le jeune homme a été battu à mort « pour punition » par trois membres de la communauté et le corps transporté en voiture dans le sud de l'Italie pour accréditer un crime lié à la criminalité mafieuse. Vincenzo Muccioli est acquitté du crime d'homicide involontaire pour ne pas avoir commis ce fait. Il a été condamné en première instance à 8 mois pour complicité, mais on lui a reconnu la circonstance atténuante d'« avoir agi pour des raisons de valeur morale ou sociale particulière  ». Le 19 septembre 1995, aucune condamnation n'a été prononcée en appel pour l'auteur présumé du crime, .
Au cours du procès, plusieurs jeunes accueillis dans la Communauté ont raconté les violences et les abus subis, des suicides mystérieux et les pots-de-vin. Les accusés de ce procès ont été acquittés avec une sentence du 11 juin 2001 par le tribunal de Rimini pour « manque de preuves ».
Les événements de San Patrignano sont relatés en 2020 par la série de documents Netflix SanPa : Light and Darkness of San Patrignano .

## Traduction
- (it) Cet article est partiellement ou en totalité issu de l’article de Wikipédia en italien intitulé « Comunità di San Patrignano » (voir la liste des auteurs).